# Thinophilus viridifacies
Thinophilus viridifacies är en tvåvingeart som beskrevs av Van Duzee 1924. Thinophilus viridifacies ingår i släktet Thinophilus och familjen styltflugor. Inga underarter finns listade i Catalogue of Life.